# St-Bernard (Fontaine-lès-Dijon)

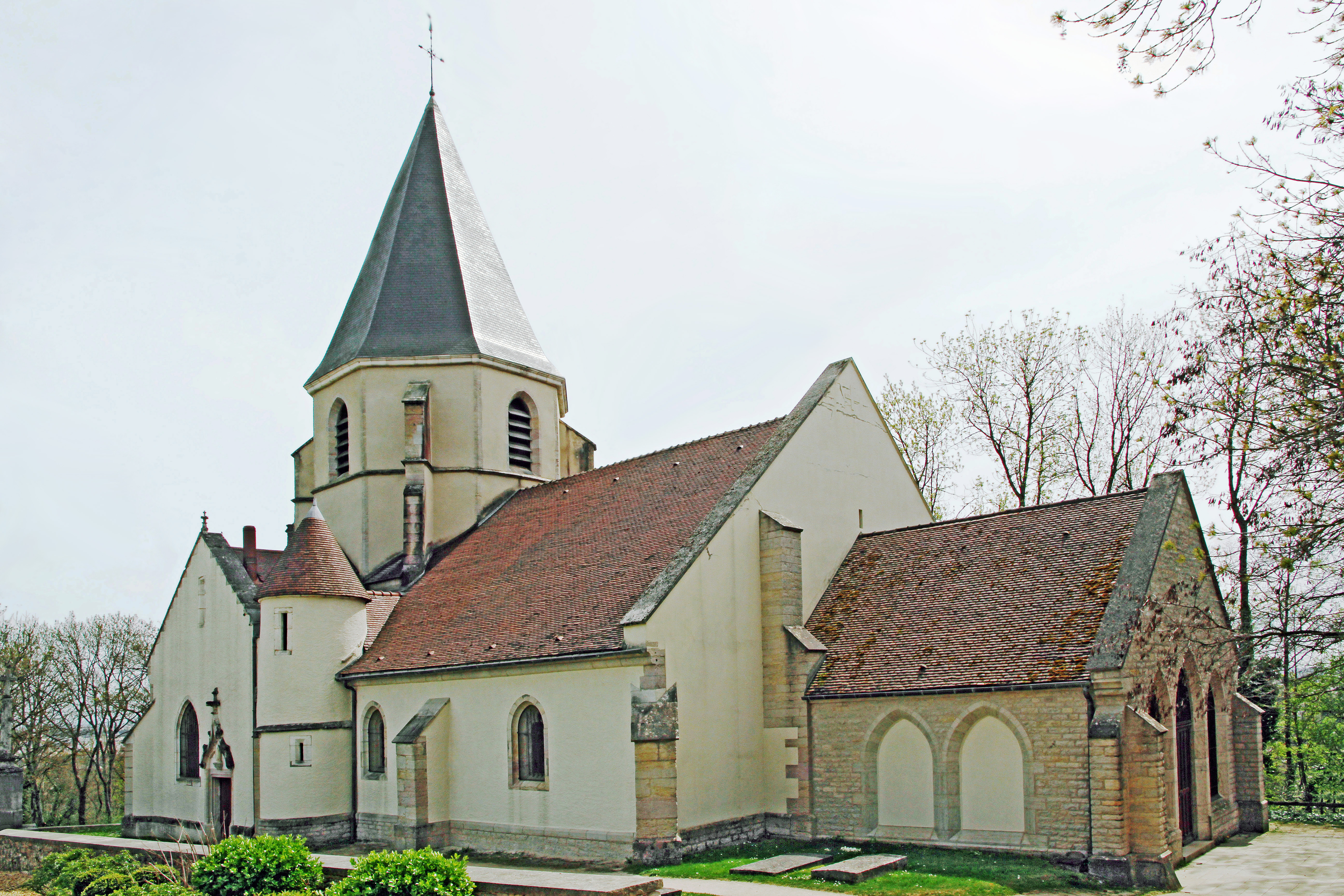
St-Bernard (Fontaine-lès-Dijon)

Die Kirche Saint Bernard ist die römisch-katholische Pfarrkirche von Fontaine-lès-Dijon im Département Côte-d’Or in Frankreich. Die Kirche gehört zum Dekanat Dijon Nord-Ouest im Erzbistum Dijon. Zusammen mit den Resten der Burg Fontaine und des Feuillantenklosters Fontaine, sowie einer seit 1891 ungeweihten Basilika, bildet die Kirche die Gedenkstätte des heiligen Bernhard von Clairvaux (Site Saint-Bernard). Die Kirche steht seit 1945 als Monument historique unter Denkmalschutz.

## Geschichte

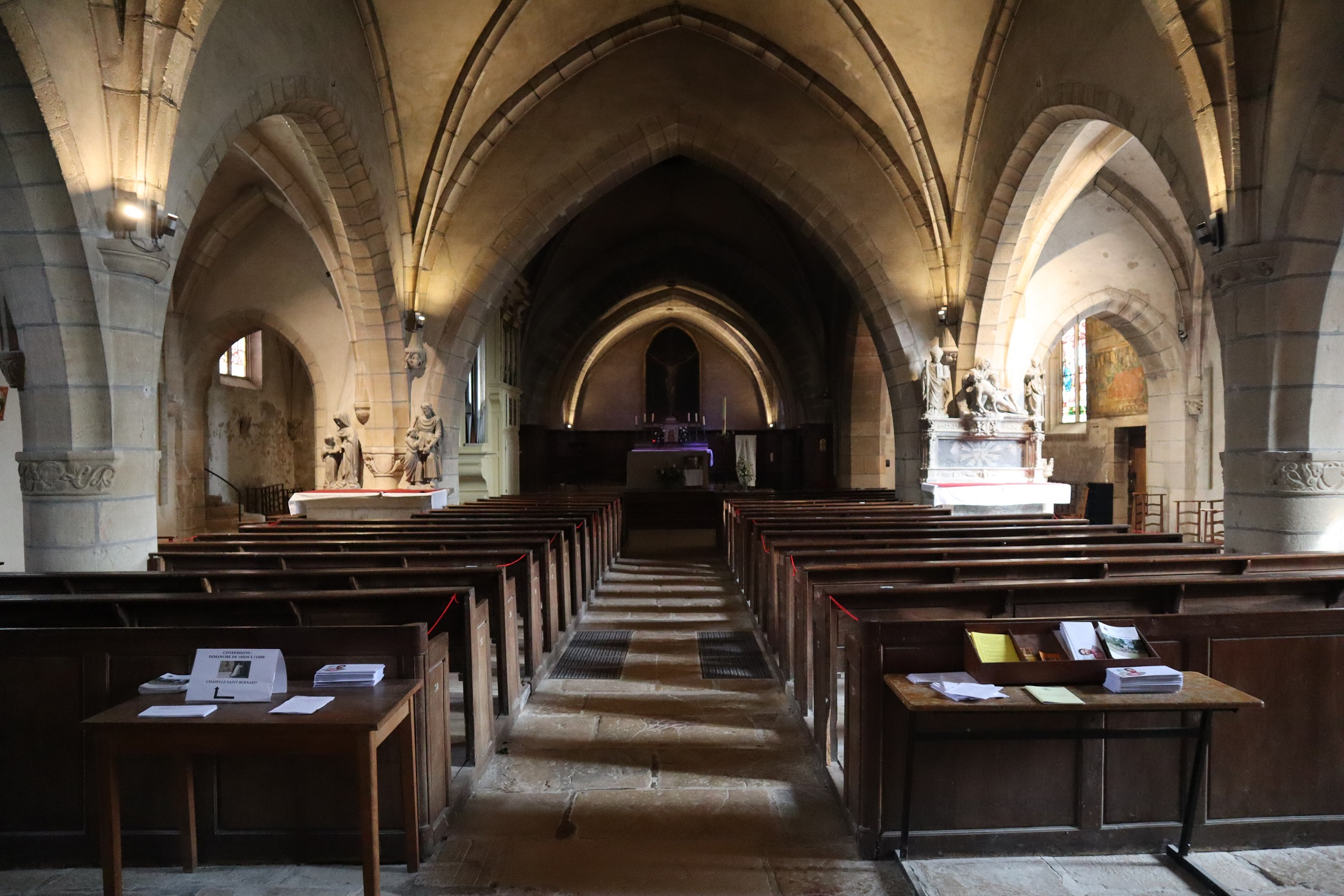
St-Bernard (Fontaine-lès-Dijon)

Unweit der Burg Fontaine, dem Geburtsort des Bernhard von Clairvaux, bestand bereits im 12. Jahrhundert eine Kirche, die den nicht identifizierbaren heiligen Ambrosinianus (Ambrosinien) zum Kirchenpatron hatte und 1120 in den Besitz der Abtei Saint-Étienne von Dijon überging. An ihrer Stelle wurde vom 14. bis zum 16. Jahrhundert die heutige Kirche gebaut, die 1760 den heiligen Martin von Tours als Kirchenpatron bekam. Da die Kirche bis zu seiner Auflösung 1791 von dem in der Nähe gelegenen Feuillantenkloster Fontaine, also von Zisterziensern, betreut wurde, bürgerte sich nach der Französischen Revolution die Benennung Saint Bernard ein, die 1865 offiziell wurde. 2015 wurde die Pfarrei der Priestergemeinschaft Sankt Martin anvertraut, die zugleich eine weitere Gemeinde in Dijon betreut.
Da die Pfarrei auch eine weitere Kirche unter dem Patron des heiligen Martin umfasst, trägt sie den Namen „Sankt Bernhard und Sankt Martin“. Die Kirche ist nicht zu verwechseln mit der „Basilika“ genannten ungeweihten großen Kirche, die ebenfalls zum Komplex Site Saint-Bernard gehört.
Die spätgotische Kirche ist 35 Meter lang und im Querhaus 18 Meter breit. Das Spitzbogengewölbe ist 8,5 Meter hoch. Der Kirchturm misst 32 Meter.

## Ausstattung
Die Kirche ist qualitätvoll ausgestattet. Bemerkenswert ist die Antoine Le Moiturier (1425–1497) zugeschriebene Statue des heiligen Bernhard. Die Orgel (ursprünglich von 1840) wurde 1990 erneuert. Sie hat zwei Manuale und 15 Register.